# サーフライダー・ファウンデーション
サーフライダーファウンデーションジャパン（Surfrider Foundation Japan）SFJは、「日本の海岸環境の保護」を目的とした環境保護活動を行なっている国際環境NGO、市民組織である。
スローガン　企業の環境対策、行政の取り組み、そして私たち市民ひとりひとりの環境意識が美しい海岸環境を守ることに繋がる 「そろそろ本気で考えよう 海を守るために」
SFJは2015年の組織改革以降、反対運動を一切行なっていない。市民と行政の協働と企業のCSR活動を中心に、対立より対話を重視して、欧米とは違う、新しい環境保護活動の確立を目指している。

## 歴史
- 1984年 アメリカ合衆国で発足
- 1993年 日本ではサーフライダー・ファウンデーション・ジャパン（S.F.J）として発足
- 現在、世界23カ国、約25万人のメンバーがいる。

## ミッション
日本の海岸環境の保護

## 関連する著名人
- 花井祐介
- ジャック・ジョンソン_(ミュージシャン)
- 豊川悦司
- 中村獅童
- つるの剛士
- 佐賀和樹

## 関連する団体
- 日本サーフ学会
- 海を愛する政治家フォーラム